# 下島 (つくばみらい市)
下島（しもじま）は、茨城県つくばみらい市にある地名。郵便番号は300-2324。
　

## 概要
つくばみらい市南部に位置する。旧三島村の中心地域であった為、茨城県道211号高岡藤代線の道沿いを中心に店舗や住宅が所在し、その周囲を農地が囲んでいる。
市立三島小学校があり、谷井田・山王新田との境に中通川が流れている。また、地域の中央には茨城県道211号高岡藤代線が通っている。
東は伊丹、北は戸崎、西は中島、南は谷井田・山王新田と接している。

## 世帯数と人口
2017年（平成29年）8月1日現在の世帯数と人口は以下の通りである。
| 大字 | 世帯数 | 人口  |
| ---- | ------ | ----- |
| 下島 | 92世帯 | 268人 |

## 交通
つくばみらい市コミュニティバス「みらい号」が地域内を走っている。谷井田・山王新田に近接しており、地域内を走っているJR常磐線取手駅と首都圏新都市鉄道つくばエクスプレス守谷駅や市内のみらい平駅を結ぶ路線バスが利用可能である。
コミュニティバス
地域内には「三島小学校入口」、「すみれ幼稚園前」、「下島」の3つの停留所がある。
| 系統 | 主要経由地                                         | 行先           | 運行会社 |
| --- | -------------------------------------------------- | -------------- | -------- |
| 南（右） | きらくやまふれあいの丘・伊奈庁舎・守谷駅東口・高波 | 循環みらい平駅 | ■関鉄    |
| 東（左） | ワープステーション江戸・板橋小学校前・小張・高波   | 循環みらい平駅 | ■関鉄    |
| 備考 - 循環は循環路線 - 南（右）は、つくばみらい市コミュニティバスの系統。南は南ルート、（右）は右回りを意味する。 |                                                    |                |          |

## 小・中学校の学区
市立小・中学校に通う場合、学区は以下の通りとなる。
| 番地 | 小学校     | 中学校     |
| ---- | ---------- | ---------- |
| 全域 | 三島小学校 | 伊奈中学校 |

## 施設
- つくばみらい市立三島小学校
- つくばみらい市立すみれ幼稚園
- 下島公民館